# 대한민국 헌법 제8호
대한민국 헌법 제8호(大韓民國憲法第八號)는 1972년 10월 17일 대통령 박정희가 위헌적 계엄과 국회해산 및 헌법정지의 비상조치 아래 위헌적 절차에 의한 국민투표로 1972년 12월 27일에 통과시킨 헌법으로, 유신 헌법(維新憲法)이라고도 한다. 대한민국 헌법을 제정한 이래로 7번째로 개정한 헌법이다.
이 헌법 체제에서 대통령은 국회의원 3분의 1과 모든 법관을 임명하고, 긴급조치권과 국회 해산권을 가지며, 임기 6년에 횟수의 제한 없이 연임할 수 있었다. 또한, 대통령 선출 방식이 국민의 직접 선거에서 통일주체국민회의의 간선제로 바뀌었다. 유신 체제는 행정·입법·사법의 3권을 모두 쥔 대통령이 종신(終身) 집권하도록 설계한 대통령제였다. 대한민국에서 정치적인 논란의 대상이 된 자유민주가 헌법에 포함된 최초의 헌법이다.

## 역사
대한민국과 조선민주주의인민공화국 당국이 국토 분단 이후 최초로 통일과 관련하여 합의한 7·4 남북 공동 성명을 발표하고 3개월여가 지난 1972년 10월 17일에 대통령 박정희가 대통령 특별선언을 발표했다. 이 발표에서 10월 27일까지 "조국의 평화 통일을 지향하는 헌법개정안"을 공고하기로 하면서 10월 21일 비상계엄령을 공포하고 10월 27일에 헌법개정안을 공고하였으며, 비상계엄령이 공포되고 1개월이 지난 11월 21일에 유엔한국통일부흥위원단의 감시하에 국민투표를 했다. 선거관리위원회 참관인이 유신헌법 절대 지지자인 상황에서 실시한  국민투표에서 91.9%의 유권자가 참여하였고 찬성의 비중이 91.5%로 압도적이었다. 국민투표 결과에 따라 12월 27일에 공포해서 시행하게 됐다. 하지만 유신헌법에 대한 비판이 계속되자 1975년에 유신헌법과 대통령에 대한 국민 찬반투표를 벌였고 2월 12일 실시한 국민투표 결과 투표율은 80%, 유신헌법 찬성률은 73%로 나타났다.
이후 새누리당 박근혜 대통령 선거 후보가 2012년 9월 24일에 "5ㆍ16과 유신, 인혁당 등은 헌법 가치가 훼손되고 대한민국의 정치 발전을 지연시키는 결과를 가져왔다"면서 "상처와 피해를 입은 분들에게 진심으로 사과하고 국민대통합위원회를 설치해 아픔과 고통을 치유하도록 노력하겠다"고 약속한 뒤에 국회에서 정청래 의원이 9월 29일에 민주통합당 의원 20명과 통합진보당을 탈당한 무소속 강동원 의원 등 총 21명과 함께 유신헌법 무효 결의안을 대표 발의하였으나 박근혜 후보가 당선된 이후 폐기되었다.

## 내용
다음과 같은 내용을 담고 있다.
- 대통령 직선제의 폐지 및 통일주체국민회의의 간접 선거.
- 국회의원의 1/3을 대통령 추천으로 통일주체국민회의에서 선출.
- 통일주체국민회의에서 선출된 국회의원의 임기를 3년으로 규정.
- 국회의 연간 개회일 수를 150일 이내로 제한하고 국회의 국정감사 권한을 폐지함.
- 대통령에게 헌법 효력까지도 일시 정지시킬 수 있는 긴급조치권 부여.
- 국회 해산권 및 모든 법관 임명권을 대통령이 갖도록 하여 대통령이 3권 위에 군림할 수 있도록 보장.
- 대통령의 임기를 6년으로 연장하고, 연임 일부 제한을 철폐하여 종신 집권을 가능케 함.
- 1972년 10월 17일에 박정희 대통령이 발표한 국회 해산 및 헌법 정지의 비상조치에 관한 특별 선언에 대하여 제소하거나 이의를 제기할 수 없도록 부칙에 규정함.
- 헌법에 따른 지방의회는 조국통일이 이루어질 때까지 구성하지 않도록 부칙에 규정함.

## 비판
정해구 성공회대 교수는 "장기 집권용 유신 체제는 박 전 대통령이 심복이던 김재규 중앙정보부장 총탄에 쓰러지기 전에 스스로 출구를 찾기 어려운 체제였다"고 지적했다. 임지봉 교수는 "전후 독일이 나치 헌법을 무효화했듯, 우리 국회는 지금이라도 유신헌법 무효선언이 필요하다"며 "유신은 헌정사에서 제외해야 할 헌법의 진공상태였다"고 말했다. 정치학자 박명림은 "유신체제는 법치를 부인하고, 입법부와 국민 주권을 부정했으며, 권력자(박정희)를 법과 제도 아래 두는 공화국 원리를 부정한 세계사적으로도 극히 드문 헌정 파괴행위"라고 비판했다. 개헌 과정에서부터 국회의원 3분의 2 이상의 의결을 규정한 당시 제3공화국 헌법을 위반했고, 이러한 위헌 행위는 원천적으로 무효하다고 주장했다. 더불어 유신헌법은 기본권을 제약했으며, 대통령이 통일주체국민회의에서 간접선거로 선출되게 하고, 대통령이 국회의원의 3분의 1(유신정우회)을 추천하고, 국회 동의 없는 긴급조치권을 가지도록 규정해 박정희의 장기 집권과 독재를 위한 도구가 되었다는 비판이다. 그는 "우리 헌법 질서는 여전히 박정희 체제 속에 있다"며 "민주주의와 경제민주화, 공무원의 정치적 중립 등에 관한 근본적인 토론이 필요한 때가 됐다"고 말했다.
1969년 닉슨은 닉슨 독트린을 발표한 이후에 아시아에 주둔 중이던 미군을 철수시킨다는 계획을 세웠고 한국에도 주한 미군 철수 통보를 하였다. 1971년에는 미국 제7보병사단이 대한민국에서 철수했는데, 미국은 나머지 2사단도 5년 안에 철수하겠다는 계획을 세웠다. 이에 박정희는 자주 국방이라는 명분을 내세워 헌법을 고치고 정권을 연장한다. 탱크를 만들기 위해 자동차 국산화 추진, 탄도 미사일 개발, 국산 개인 화기 개발을 위해 국방과학연구소를 창설하고 중공업 중심으로 경제 정책을 변경한다.

## 같이 보기
- 10월 유신